# Couches
Couches ist eine französische Gemeinde mit 1211 Einwohnern (Stand 1. Januar 2022) im Département Saône-et-Loire in der Region Bourgogne-Franche-Comté. Sie gehört zum Arrondissement Autun und zum Kanton Chagny. Die Gemeinde liegt etwa 30 Kilometer westnordwestlich von Chalon-sur-Saône, 25 Kilometer von Autun und 15 Kilometer von Le Creusot entfernt.
Seine Geschichte ist kaum erforscht. Sicher ist nur, dass "Colticas" zu den Orten der Region gehörte, die schon den karolingischen Herrschern bekannt waren. Ein Kloster "Colticas" erscheint nämlich in den Urkunden Kaiser Ludwigs des Frommen, die der Bischof von Autun im Jahr 843 König Karl dem Kahlen zur Bestätigung vorlegte (veröffentlicht in Regesta Imperii I,2,1,366). Über die Ursprünge des Klosters ist bis heute nichts bekannt. 

## Bevölkerungsentwicklung
| Jahr      | 1962 | 1968 | 1975 | 1982 | 1990 | 1999 | 2011 | 2019 |
| Einwohner | 1456 | 1579 | 1568 | 1532 | 1457 | 1409 | 1477 | 1323 |

## Sehenswürdigkeiten
- Die Steinreihe von Couches (französisch Alignement de Couches oder Menhire de Époigny genannt) liegt südlich der Straße D 978, nordwestlich von Couches.
- Die im 11. Jahrhundert gebaute Burg Couches wird auch „Château de Marguerite de Bourgogne“ genannt, denn angeblich soll sich Margarete von Burgund, Königin von Frankreich und Ehefrau Ludwigs X., nach ihrem Ehebruch verstoßen nach Couches zurückgezogen haben, um dort in aller Zurückgezogenheit ihre letzten Tage zu verbringen. Diese lokale Legende[1] ist falsch, da Margarete von Burgund 1315 in Château-Gaillard erdrosselt wurde.

## Gemeindepartnerschaften
Partnergemeinde von Couches ist  die deutsche Marktgemeinde Wallerstein in Bayern.

## Persönlichkeiten
- Jean-François Landriot (1816–1874), römisch-katholischer Geistlicher, Erzbischof von Reims
- Louis Hon (1924–2008), Fußballnationalspieler und als Trainer französischer Pokalsieger